# (100331) 1995 QV9
1995 كيو في 9 (ويعرف أيضًا باسم (100331) 1995 كيو في 9 وفق تسمية الكوكب الصغير) (بالإنجليزية: 1995 QV9)‏؛ هو كويكب ضمن حزام الكويكبات.
اكتُشف هذا الجُرم الفلكي بواسطة برنامج شميدت للكويكبات في بكين في 23 أغسطس 1995، وترتيبه 100331 من حيث الاكتشاف.

## الوصف
اكتُشف 1003311995QV في 23 أغسطس 1995 في محطة شينغلونغ، الواقع في جبال يان، مقاطعة خبي في الصين، بواسطة برنامج شميدت للكويكبات في بكين. وقد رصد المشروع 441 مشاهدة للكويكب إلى غاية 13 أبريل 2021 بتوقيت منطقة المحيط الهادئ، أي في مدة قدرها 9,279 يومًا (25.4 عام). تستغرق الفترة المدارية للكويكب 1,270 يومًا (3.5 عام).

## الخصائص المدارية
يتميز مدار هذا الكويكب بنصف محور رئيسي يبلغ 2.29 وحدة فلكية، وحضيض قدره 2.07 وحدة فلكية، وانحراف قدره 0.0961 وزاوية ميلان 6.72 درجة بالنسبة لمسار الشمس. بسبب هذه الخصائص، أي نصف المحور الرئيسي بين 2 و3.2 وحدة فلكية وحضيض أكبر من 1,666 وحدة فلكية، يُصنف هذا الجُرم الفلكي وفقًا لقاعدة بيانات مختبر الدفع النفاث لأجرام النظام الشمسي الصغيرة كائنًا من حزام الكويكبات الرئيسي.

## وصلات خارجية
- (100331) 1995 QV9 في قاعدة بيانات مختبر الدفع النفاث لأجرام النظام الشمسي الصغيرة

- الاكتشاف · مخطط المدار ·  العناصر المدارية · المعلمات المادية

- (100331) 1995 QV9 على موقع ويكي سكاي: DSS2, SDSS, GALEX, IRAS, Hydrogen α, X-Ray, Astrophoto, Sky Map, Articles and images